# Diário de Um Confinado
Diário de Um Confinado é uma série de televisão produzida pela TV Globo para exibição no seu serviço de streaming Globoplay desde 26 de junho de 2020 e estrelada por Bruno Mazzeo no papel de Murilo, um solteirão que tenta não enlouquecer durante o isolamento por conta da COVID-19.
Criada por Mazzeo e sua esposa Joana Jabace, a série foi gravada no próprio apartamento do casal, com direito a participações especiais remotas por meio de videochamadas. A série ainda conta com o roteiro de Rosana Ferrão, Leonardo Lanna e Veronica Debom; tendo Mazzeo como roteirista chefe; e direção geral e artística de Jabace.

## Exibição
A série teve seus 12 episódios disponibilizados pelo Globoplay no dia 26 de junho de 2020. Entre 4 e 25 julho, os quatro primeiro episódios foram exibidos pela TV Globo aos sábados no lugar do humorístico Zorra. Diário de Um Confinado também teve todos seus episódios   exibidos pelos canais Multishow e GNT.

## História
A cada episódio, o solteirão Murilo faz uma crônica de como está sendo o seu dia a dia durante o isolamento social por conta da pandemia de coronavírus. Tendo que tocar a vida dentro de seu apartamento, seus compromissos pessoais e profissionais são todos por meio de chamadas de vídeo: a terapia, as consultas, o encontro com os amigos. Pedir uma pizza nunca foi tão desafiador, e tantas dúvidas fazem com que muitas relações, mesmo que virtualmente, sejam estreitadas. 
Murilo também precisa lidar com as constantes ligações de sua mãe, uma mulher neurótica que está sempre preocupada com a saúde do filho. E também com sua vizinha Adelaide,  obcecada por limpeza.

## Elenco

### Principal
| Intérprete         | Personagem                 | Temporadas | Temporadas |
| Intérprete         | Personagem                 | 1ª 2020    | 2ª 2020    |
| ------------------ | -------------------------- | ---------- | ---------- |
| Bruno Mazzeo       | Murilo Barros              |            |            |
| Renata Sorrah      | Marília Barros             |            |            |
| Débora Bloch       | Adelaide Cardoso           |            |            |
| Fernanda Torres    | Drª. Leonor                |            |            |
| Lázaro Ramos       | Dr. Guilherme Lemos        |            |            |
| Lúcio Mauro Filho  | Sérgio Barbalho (Serginho) |            | part.      |
| Joaquim Waddington | Marco Antônio              |            |            |

### Recorrente
| Intérprete      | Personagem      | Temporadas | Temporadas |
| Intérprete      | Personagem      | 1ª 2020    | 2ª 2020    |
| --------------- | --------------- | ---------- | ---------- |
| Letícia Colin   | Priscila (Pri)  |            |            |
| Luis Lobianco   | Eraldo          |            |            |
| Renato Góes     | Samuel (Samuca) |            |            |
| Marcello Novaes | Felipe (Lipe)   |            |            |

### Participações especiais
| Primeira Temporada   | Primeira Temporada   | Primeira Temporada      |
| Intérprete           | Personagem           | Episódio                |
| -------------------- | -------------------- | ----------------------- |
| Georgette Fadel      | Dalva                | "Faxina"                |
| Dandara Mariana      | Tati                 | "Date"                  |
| Luciana Paes         | Viviane (Vivi)       | "Date"                  |
| Luana Martau         | Marcinha             | "Date"                  |
| Arlete Salles        | Tia Rita             | "Chef"                  |
| Georgette Fadel      | Dalva                | "Chef"                  |
| Júlia Oristânio      | Bianca               | "Exercício"             |
| Débora Lamm          | Joana                | "Exercício"             |
| Mariana Lima         | Aline                | "Festinha"              |
| Enrique Díaz         | Wagner               | "Festinha"              |
| Érico Brás           | Otávio               | "Festinha"              |
| Moacyr Franco        | Olavo                | "Reunião de Condomínio" |
| Marcos Caruso        | Leopoldo Quaresma    | "Reunião de Condomínio" |
| Ângela Rabelo        | Dona Carmem          | "Reunião de Condomínio" |
| Sara Antunes         | Tania                | "Reunião de Condomínio" |
| Jennifer Dias        | Mônica               | "Reunião de Condomínio" |
| Yuri Marçal          | Eduardo              | "Reunião de Condomínio" |
| Matheus Nachtergaele | Jayme                | "Último"                |
| Lulu Santos          | Ele mesmo            | "Último"                |
| Segunda Temporada    |                      |                         |
| Intérprete           | Personagem           | Episódio                |
| Tonico Pereira       | Moacir               | "Descofinando"          |
| Gustavo Luz          | Flanelinha           | "Descofinando"          |
| Serjão Loroza        | Locutor carro de som | "Aniversário"           |
| Eduardo Sterblitch   | Emílio Korg          | "Mudança"               |
| Marcos Caruso        | Leopoldo Quaresma    | "Mudança"               |
| Matheus Nachtergaele | Jayme                | "Vida Social"           |
| Marcelo Menezes      | Garçom               | "Vida Social"           |

## Prêmios e indicações
| Ano  | Prêmio             | Categoria                     | Indicado                    | Resultado | Ref    |
| ---- | ------------------ | ----------------------------- | --------------------------- | --------- | ------ |
| 2021 | Emmy Internacional | Melhor Série de Curta Duração | Bruno Mazzeo e Joana Jabace | Indicado  | [ 10 ] |